# Jess Carter
Jess Carter (Warwick, 27 oktober 1997) is een voetbalspeelster uit Engeland. Ze speelt als verdediger en middenvelder voor Gotham FC in de NWSL.

## Clubcarrière
Carter begon haar voetbalcarrière bij Warwick Junior, waar ze uitgroeide tot aanvoerster en de County Cup wist te winnen. In juni 2013 voegde ze zich bij Birmingham City. Carter maakte in maart 2014 op zestienjarige leeftijd haar debuut voor Birmingham City in een wedstrijd tegen Arsenal in de kwartfinales van de Champions League 2013/14. Ze werd na afloop uitgeroepen tot 'speelster van de wedstrijd'.

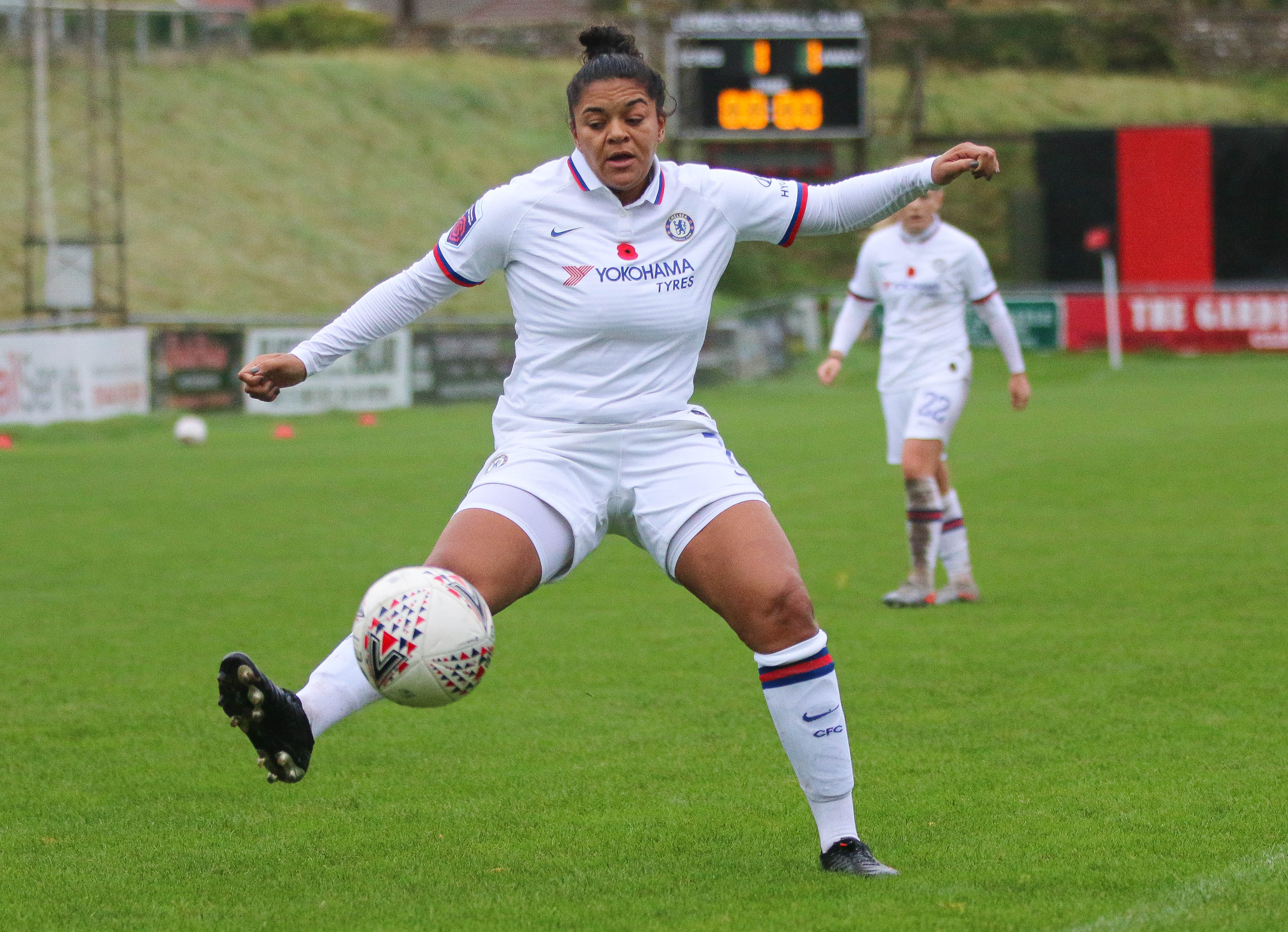
Carter in een wedstrijd van Chelsea tegen Lewes in november 2019

In juni 2018 voegde Carter zich bij Chelsea FC bij welke ze een driejarig contract tekende. In het seizoen 2018/19 begon ze 16 wedstrijden in de basis, waarvan zes keer in de League Cup.
Carter heeft hoofdtrainer Emma Hayes omschreven als een belangrijke factor voor haar zowel binnen als buiten het veld.
In januari 2020 maakte Carter haar eerste doelpunt voor Chelsea FC in een 6-1 overwinning op Bristol City. Carter hielp op 2 mei 2021 Chelsea met het behalen van de finale van de Champions League 2020/21. Ze nam de vrije trap van waaruit Pernille Harder kon scoren en haar ploeg daarmee over twee wedstrijden op voorsprong kon zetten. Twee weken later mocht ze als rechtsback starten in de finale waarin FC Barcelona met 4-0 veel te sterk was. Desondanks won Carter in het seizoen 2020/21 de Treble mer Chelsea FC.
In het seizoen 2021/22 brak Carter door in de defensie van Chelsea door een sterk blok te vormen met Millie Bright en Magdalena Eriksson.
Carter verlengde in oktober 2022 haar contract bij Chelsea tot medio 2025. Op 23 november 2022 speelde Carter haar honderdste wedstrijd voor Chelsea tegen het Spaanse Real Madrid.
Op 29 juli 2024 kondigde het Amerikaanse Gotham FC aan dat zij Carter tot medio 2026 had weten vast te leggen.
Op 25 mei 2025 begon Carter in de finale van de CONCACAF W Champions Cup tegen Tigres, die Gotham met 1-0 wist te winnen.

## Statistieken
| Seizoen | Club            | Land             | Competitie   | Wedstrijden | Doelpunten |
| ------- | --------------- | ---------------- | ------------ | ----------- | ---------- |
| 2014    | Birmingham City | Engeland         | Super League | 12          | 0          |
| 2015    | Birmingham City | Engeland         | Super League | 14          | 0          |
| 2016    | Birmingham City | Engeland         | Super League | 16          | 0          |
| 2017    | Birmingham City | Engeland         | Super League | 7           | 0          |
| 2017/18 | Birmingham City | Engeland         | Super League | 18          | 1          |
| 2018/19 | Chelsea FC      | Engeland         | Super League | 13          | 0          |
| 2019/20 | Chelsea FC      | Engeland         | Super League | 8           | 1          |
| 2020/21 | Chelsea FC      | Engeland         | Super League | 9           | 0          |
| 2021/22 | Chelsea FC      | Engeland         | Super League | 21          | 0          |
| 2022/23 | Chelsea FC      | Engeland         | Super League | 17          | 2          |
| 2023/24 | Chelsea FC      | Engeland         | Super League | 21          | 0          |
| 2024    | Gotham FC       | Verenigde Staten | NWSL         | 12          | 0          |
| 2025    | Gotham FC       | Verenigde Staten | NWSL         | 9           | 0          |
| Totaal  | Totaal          | Totaal           | Totaal       | 177         | 4          |

Laatste update: 2 juni 2025

## Interlandcarrière
Carter werd in april 2017, nadat ze in eerdere jeugdteams als spits was uitgekomen, voor het eerst opgeroepen voor het Engelse nationale team als verdediger voor wedstrijden tegen Oostenrijk en Italië. Ze maakte haar debuut op 28 november 2017 in een kwalificatiewedstrijd voor het WK 2019 tegen Kazachstan door in te vallen voor Lucy Bronze in de 77ste minuut in de wedstrijd die Engeland met 5-0 won. 
In juni 2022 werd Carter pas weer opgeroepen na vier jaar lang niet uit te zijn gekomen voor Engeland. Ze maakte onderdeel uit van de Engelse selectie die het EK 2022 wist te winnen. Carter speelde slechts zestien minuten op het eindtoernooi. In november 2022 stond Carter op plek 201 in een lijst van Engelse voetballers van The FA.
In mei 2023 werd Carter opgenomen in de selectie voor het WK 2023. Ze speelde in vijf van de zes wedstrijden op het eindtoernooi voor Engeland. Tot aan de finale kreeg Carter met haar land slechts drie doelpunten tegen. In de finale speelde Carter als rechtsback en verloor ze met haar land met 1-0 van Spanje. Door BBC Sport werd ze na keepster Mary Earps verkozen tot tweede beste speelster van Engeland in de finale.

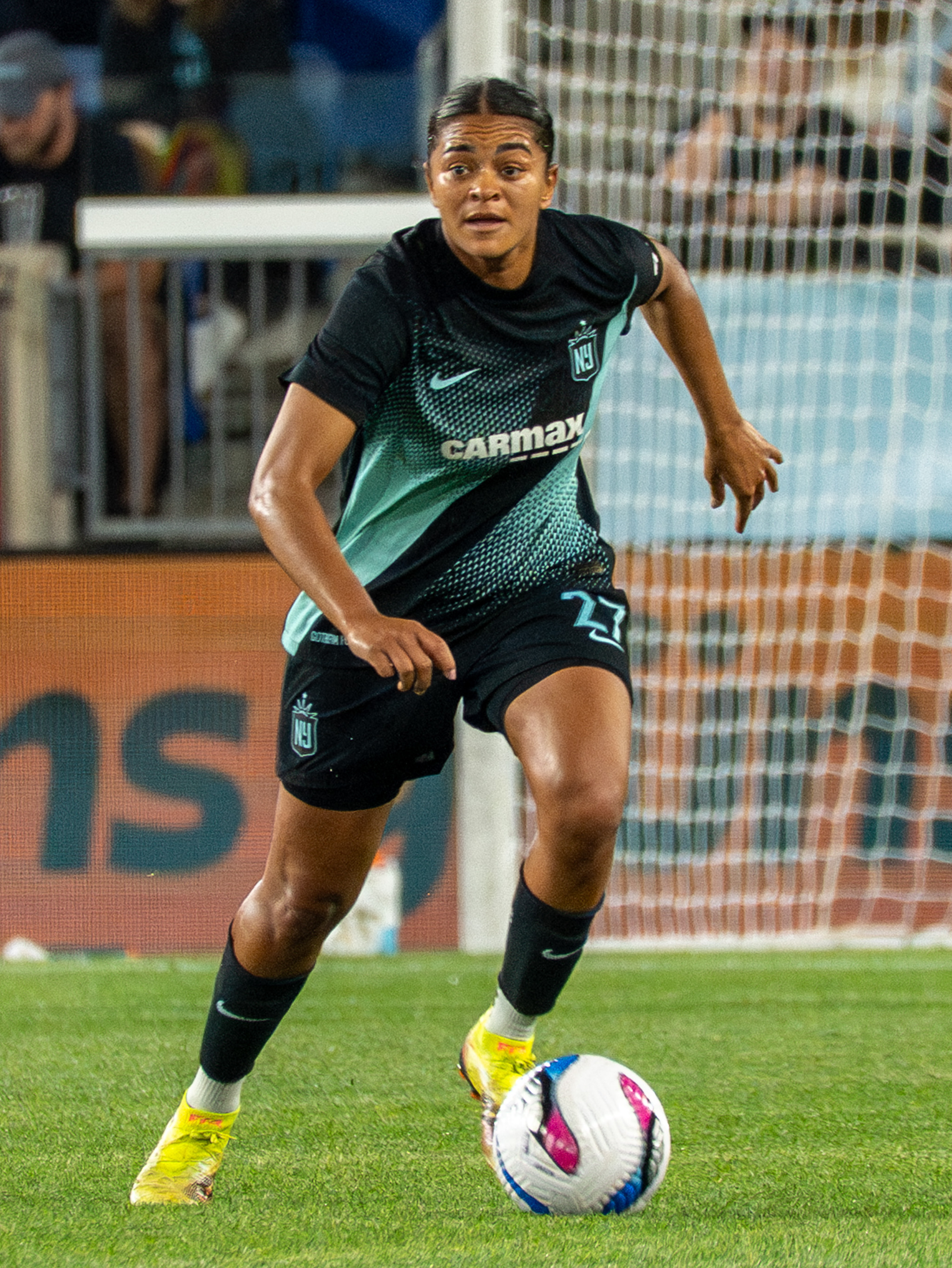
Jess Carter bij Gotham FC in 2025

Op 6 juni 2025 werd Carter opgenomen in de Engelse selectie voor op het EK 2025 in Zwitserland. Met haar land werd ze op 27 juli 2025 Europees kampioen door in de finale na penalty's af te rekenen met Spanje.
1 Earps ·
2 Bronze ·
3 Charles ·
4 Walsh ·
5 Greenwood ·
6 Bright  ·
7 James ·
8 Stanway ·
9 Daly ·
10 Toone ·
11 Hemp ·
12 Nobbs ·
13 Hampton ·
14 Wubben-Moy ·
15 Morgan ·
16 Carter ·
17 Coombs ·
18 Kelly ·
19 England ·
20 Zelem ·
21 Roebuck ·
22 Robinson ·
23 Russo ·
Coach: Wiegman
1 Hampton ·
2 Bronze ·
3 Charles ·
4 Walsh ·
5 Greenwood ·
6 Williamson  ·
7 James ·
8 Stanway ·
9 Mead ·
10 Toone ·
11 Hemp ·
12 Le Tissier ·
13 Moorhouse ·
14 Clinton ·
15 Morgan ·
16 Carter ·
17 Agyemang ·
18 Kelly ·
19 Beever-Jones ·
20 Park ·
21 Keating ·
22 Wubben-Moy ·
23 Russo ·
Coach: Wiegman